# فيكتور رينيه مندييتا
فيكتور رينيه مندييتا (بالإسبانية: Víctor René Mendieta Ocampo) هو مدرب كرة قدم ولاعب كرة قدم بنمي في مركز الهجوم، ولد في 16 يونيو 1961 في بنما. شارك مع منتخب بنما لكرة القدم. أما مع النوادي، فقد لعب مع بلازا أمادور وريال إسبانيا ونادي جامعة غوادالاخارا.

## وصلات خارجية
- فيكتور رينيه مندييتا على موقع قاعدة بيانات كرة القدم.إي يو (الإنجليزية)
- فيكتور رينيه مندييتا على موقع ناشيونال فوتبول تيمز (الإنجليزية)
- فيكتور رينيه مندييتا على موقع Soccerway.com (الإنجليزية)